# Pennisetum tempisquense
Pennisetum tempisquense är en gräsart som beskrevs av Richard Walter Pohl. Pennisetum tempisquense ingår i släktet borstgräs, och familjen gräs. Inga underarter finns listade i Catalogue of Life.